# Microrégion de Fortaleza
 (février 2025).
Si vous disposez d'ouvrages ou d'articles de référence ou si vous connaissez des sites web de qualité traitant du thème abordé ici, merci de compléter l'article en donnant les références utiles à sa vérifiabilité et en les liant à la section « Notes et références ».

Localisation de la microrégion de Fortaleza

La microrégion de Fortaleza est l'une des deux microrégions qui subdivisent la mésorégion métropolitaine de Fortaleza, dans l'État du Ceará au Brésil.
Elle comporte 9 municipalités qui regroupaient 3 255 701 habitants en 2006 pour une superficie totale de 3 346 km2.

## Municipalités[1]
- Aquiraz
- Caucaia
- Eusébio
- Fortaleza
- Guaiúba
- Itaitinga
- Maracanaú
- Maranguape
- Pacatuba